# Cien por ciento chic TV
100% Chic TV es un programa de televisión venezolano producido por Venevisión, para su cadena hermana por suscripción Venevisión Plus. Conducido por Titina Penzini. Se estrenó el 23 de marzo de 2014. Es emitido los domingos a las 06:00pm (Hora de Venezuela).

## Formato
En el programa dará consejos sobre moda y tendencias, además se hablará de la música. Se desarrolla con la presencia diseñadores de moda, las últimas tendencias, el glamour y además cuenta con un músico en cada programa.